# ماجرای توقیف طلا و ارز متعلق به ایران در ترکیه
پاییز سال ۱۳۸۷ نخست‌وزیر ترکیه، رجب طیب اردوغان از ورود محموله ۱۸/۵ میلیارد دلاری طلا به ترکیه خبر داد و آن را به عنوان یکی از دستاوردهای دولتش در اوج بحران اقتصادی عنوان کرد. وی در پاسخ سوالات رسانه‌ها و احزاب مخالف دربارهٔ منبع این سرمایه گفت خدا آن را رسانده است. ارزش این محموله در آن زمان حدوداً معادل ۱۸ هزار میلیارد تومان بود.و متعلق به تاجر معروف ایرانی بنام احسان میرحسینی  بود که جهت مسجد سازی و امور خیر به سمت ترکیه برد .
تابستان سال ۱۳۸۸ یک وکیل ترک در آنکارا به نام شنول اوزل در یک مصاحبه خبری با شبکه کانال دی ترکیه از ویدئوهای انتقال این محموله قاچاق در گمرک ترکیه و مدارک آن خبر داد و از شخصی به نام اسماعیل صفاریان‌نسب به عنوان موکل خود نام برد. همچنین جزئیات انتقال این محموله را به نقل از موکلانش ۷٫۵ میلیارد دلار پول نقد و ۲۰ تن شمش طلا که از طریق ۳۰۸ کانتینر بواسطه هواپیمای باری از فرانکفورت آلمان به فرودگاه اسن‌بوغای در آنکارا منتقل شده‌اند مطرح کرد. هر دو دولت ایران و ترکیه انتقال این پول را تکذیب کردند و ۱۰ روز بعد شنول اوزل نیز بواسطه یک نامه گفت که فریب خورده است و از طریق یکی از معتمدین خودش با فردی به نام احمد آلاداغ شریک صفاریان‌نسب آشنا شده است، با این وجود این نامه تنها مالکیت صفاریان‌نسب را تکذیب کرد و تکذیبی برای ۱۸/۵ میلیارد دلار محموله مجهول المالک در گمرک ترکیه نبود. صفاریان‌نسب و احمد آلاداغ دو شخص حقیقی هستند که وجود دارند و شنول اوزل دربارهٔ خبر دستگیری صفاریان‌نسب گفته است که از طریق یکی از موکلان ایرانی‌اش و وزارت اطلاعات ایران مطلع شده که دستگیری این شخص صحت ندارد. احمد آلاداغ نیز گفته است که در این ماجرا دخالتی نداشته و فقط وکیل را به صفاریان‌نسب معرفی کرده‌است.
نهایتاً ماجرای این مبلغ و مالکیت آن مجهول ماند.

## سابقه
در پاییز سال ۱۳۸۷ رجب طیب اردوغان نخست وزیر ترکیه از ورود هجده و نیم میلیارد دلار ارز به این کشور خبر داد. اردوغان در مورد منبع این پول اظهار نظر دقیقی نکرد و تنها گفت این پول را در شرایط بحران اقتصادی خداوند برای ملت ترکیه فرستاده‌است.
در تابستان سال ۱۳۸۸ شنول اوزل وکیل ترک در مصاحبه با یکی از شبکه‌های خبری ترکیه اعلام کرد فردی ایرانی به نام اسماعیل صفاریان نسب با مراجعه به وی مدعی مالکیت این مبلغ شده و به او وکالت داده تا قضیه را دنبال کند. موکلان به او گفته بودند در پاییز سال ۱۳۸۷ هفت و نیم میلیارد دلار پول نقد و بیست تن شمش طلا را از طریق بار زدن بر ۳۰۸ کانتینر به صورت ترانزیت هوایی به فرانکفورت آلمان و از آنجا به اسن بوغای آنکارا منتقل کرده‌اند و بعد از آن محموله توقیف و به بانک مرکزی این کشور فرستاده شده‌است.
پس از ده روز شنول اوزل طی نامه‌ای اعلام کرده که فریب خورده و در دام بازی موکلش افتاده‌است. وی گفت موکلین ادعا کرده بودند که فیلم تخلیه محموله و مدارک دیگری را در اختیار دارند و در صورت نیاز ارائه خواهند کرد اما پس از تکذیب مقامات دو کشور هیچ تماسی از جانب آن‌ها با او گرفته نشده‌است و حق‌الوکاله‌ای هم به او نپرداخته‌اند.

## واکنش‌ها

### نخستین واکنش‌های رسمی
مقامات رسمی هر دو کشور بلافاصله ماجرا را تکذیب کردند. وزیر مشاور در امور گمرکی ترکیه گفت:اگر چنین محموله‌ای وجود داشت ممکن نبود بتوانیم آن را در گمرک پنهان کنیم. وزیر اطلاعات ایران هم گفت: هرگز این میزان پول از ایران خارج نشده‌است. بانک مرکزی ترکیه هم این موضوع را تکذیب کرد.

### واکنش مجلس شورای اسلامی
نمایندگان مجلس در این مورد اظهار نظرهای متفاوتی کردند. فخرالدین حیدری گفت: در صورت صحت این خبر برای خروج این حجم از پول حتماً نیاز به مجوز مجلس بوده و باید نمایندگان مجلس هم در جریان قرار می‌گرفتند. کاظم دلخوش عضو کمیسیون اقتصادی گفت: نمایندگان این موضوع را بررسی می‌کنند و در روزهای آینده نتایج آن را اعلام خواهند کرد. خباز دیگر عضو کمیسیون اقتصادی مجلس هم گفت: این موضوع را در اولین فرصت طرح می‌کنیم و مورد بررسی قرار خواهیم داد، اما با توجه به مراسم تحلیف رئیس جمهوری، پیگیریها به بعد از چهارشنبه موکول می‌شود.

### واکنش نیروهای ملی مذهبی
چند تن از نیروهای ملی مذهبی فرض را به احتمال صحت ماجرا گذاشتند و طی نامه‌ای به نخست وزیر ترکیه از او خواستند هر چه زودتر تکلیف این سرمایه را روشن کند.

### واکنش محمود احمدی‌نژاد
محمود احمدی‌نژاد در مصاحبه مطبوعاتی خود در ترکیه در پاسخ به خبرنگاری در این باره گفت: خب اگر خورد که نوش جانش. حساب کنید ببینید برای خروج این مقدار ارز و پول چند تریلی لازم است. اصلاً می‌شود؟

### ادعاهای وبگاه بازتاب امروز
در ۳۰ اسفند ۱۳۹۱ وبگاه بازتاب امروز که پیش از این اخبار متعددی دربارهٔ مفاسد اقتصادی و همچنین قرار جنجالی میان ایران و چین در دولت احمدی‌نژاد ارائه کرده بود با انتشار تصاویری مدعی شد که این کانتینرهای طلا متعلق به دو تن از سرمایه داران ایرانی به نام بابک زنجانی است.

### واکنش رسانه‌ای اسرائیل و رسانه‌های غیررسمی
مرداد ۱۳۸۸ «کانون اندیشه ایرانیان مقیم اتریش» از اخبار غیررسمی دربارهٔ ارتباط این سرمایه با حمایت ایران از حزب‌الله لبنان نام برد. چندی بعد در ۲۴ مهر ۱۳۸۸ وبگاه «تحلیل رسانه مستقل» اسرائیلی با اشاره به اخبار العربیه و رسانه‌های ایران مقصد این پول را لبنان و سرنوشت نهایی آن را تأسیس بانکی مشترک بین ایران و لبنان در ترکیه برای حمایت از حزب‌الله عنوان کرد. سال ۲۰۱۶ حسن نصرالله رهبر حزب‌الله در پیامی جنجالی به‌طور واضح از حمایت تمام و کمال مالی جمهوری اسلامی ایران از حزب‌الله لبنان صحبت کرد.